# GP2 Series 2012
La stagione 2012 del Campionato FIA di GP2 Series è stata, nella storia della categoria, l'8ª ad assegnare il Campionato Piloti e l'8ª ad assegnare il Campionato Scuderie. La stagione ha avuto inizio il 24 marzo e si è conclusa il 23 settembre dopo 24 gare. Il campionato piloti è andato all'italiano Davide Valsecchi della DAMS, team francese che ha ottenuto il titolo riservato alle scuderie.

## La pre-stagione

### Calendario
Il calendario della stagione prevede 12 weekend di gare, quale supporto a gare della stagione della Formula 1 2012, tranne un weekend sul Bahrain International Circuit di Manama programmato come evento a sé stante. Le gare salgono a 24, massimo nella storia del campionato.
| Gara | Gara | Circuito                              | Giri | Lunghezza                  | Data         | Ora   | Supporto                          |
| ---- | ---- | ------------------------------------- | ---- | -------------------------- | ------------ | ----- | --------------------------------- |
| 1    | G1   | Sepang International Circuit          | 31   | 31 x 5,543 km = 171,833 km | 24 marzo     | 11:00 | Gran Premio della Malesia 2012    |
| 1    | G2   | Sepang International Circuit          | 22   | 22 x 5,543 km = 121,946 km | 25 marzo     | 13:15 | Gran Premio della Malesia 2012    |
| 2    | G1   | Bahrain International Circuit, Manama | 32   | 32 x 5,412 km = 173,184 km | 21 aprile    | 15:45 | Gran Premio del Bahrain 2012      |
| 2    | G2   | Bahrain International Circuit, Manama | 23   | 23 x 5,412 km = 124,476 km | 22 aprile    | 10:50 | Gran Premio del Bahrain 2012      |
| 3    | G1   | Bahrain International Circuit, Manama | 32   | 32 x 5,412 km = 173,184 km | 27 aprile    | 16:00 |                                   |
| 3    | G2   | Bahrain International Circuit, Manama | 23   | 23 x 5,412 km = 124,476 km | 28 aprile    | 14:00 |                                   |
| 4    | G1   | Circuito di Catalogna, Barcellona     | 37   | 37 x 4,655 km =172,235 km  | 12 maggio    | 15:40 | Gran Premio di Spagna 2012        |
| 4    | G2   | Circuito di Catalogna, Barcellona     | 26   | 26 x 4,655 km = 121,030 km | 13 maggio    | 10:35 | Gran Premio di Spagna 2012        |
| 5    | G1   | Circuito di Monte Carlo               | 42   | 42 x 3,340 km = 140,280 km | 25 maggio    | 10:30 | Gran Premio di Monaco 2012        |
| 5    | G2   | Circuito di Monte Carlo               | 30   | 30 x 3,340 km = 100,200 km | 26 maggio    | 16:10 | Gran Premio di Monaco 2012        |
| 6    | G1   | Circuito urbano di Valencia           | 30   | 30 x 5,419 km = 162,570 km | 23 giugno    | 15:40 | Gran Premio d'Europa 2012         |
| 6    | G2   | Circuito urbano di Valencia           | 23   | 23 x 5,419 km = 124,637 km | 24 giugno    | 10:35 | Gran Premio d'Europa 2012         |
| 7    | G1   | Circuito di Silverstone               | 29   | 29 x 5,891 km = 170,839 km | 7 luglio     | 14:40 | Gran Premio di Gran Bretagna 2012 |
| 7    | G2   | Circuito di Silverstone               | 21   | 21 x 5,891 km = 123,711 km | 8 luglio     | 09:30 | Gran Premio di Gran Bretagna 2012 |
| 8    | G1   | Hockenheimring                        | 38   | 38 x 4,574 km = 173,812 km | 21 luglio    | 15:40 | Gran Premio di Germania 2012      |
| 8    | G2   | Hockenheimring                        | 27   | 27 x 4,574 km = 123,498 km | 22 luglio    | 10:35 | Gran Premio di Germania 2012      |
| 9    | G1   | Hungaroring, Mogyoród                 | 37   | 37 x 4,381 km = 162,097 km | 28 luglio    | 15:40 | Gran Premio d'Ungheria 2012       |
| 9    | G2   | Hungaroring, Mogyoród                 | 28   | 28 x 4,381 km = 122,668 km | 29 luglio    | 10:35 | Gran Premio d'Ungheria 2012       |
| 10   | G1   | Circuito di Spa-Francorchamps         | 25   | 25 x 7,004 km = 175,100 km | 1º settembre | 15:40 | Gran Premio del Belgio 2012       |
| 10   | G2   | Circuito di Spa-Francorchamps         | 18   | 18 x 7,004 km = 126,072 km | 2 settembre  | 10:35 | Gran Premio del Belgio 2012       |
| 11   | G1   | Autodromo Nazionale Monza             | 30   | 30 x 5,793 km = 173,790 km | 8 settembre  | 15:40 | Gran Premio d'Italia 2012         |
| 11   | G2   | Autodromo Nazionale Monza             | 21   | 21 x 5,793 km = 121,653 km | 9 settembre  | 10:35 | Gran Premio d'Italia 2012         |
| 12   | G1   | Singapore Street Circuit, Singapore   | 34   | 34 x 5,073 km = 172,482 km | 22 settembre | 16:00 | Gran Premio di Singapore 2012     |
| 12   | G2   | Singapore Street Circuit, Singapore   | 24   | 24 x 5,073 km = 121,752 km | 23 settembre | 16:10 | Gran Premio di Singapore 2012     |

### Test
| Circuito                          | Data                     | Pilota più veloce   | Team     | Tempo    | Giri |
| --------------------------------- | ------------------------ | ------------------- | -------- | -------- | ---- |
| Circuito di Jerez                 | 28 febbraio (mattina)    | Davide Valsecchi    | DAMS     | 1'26"014 | 23   |
| Circuito di Jerez                 | 28 febbraio (pomeriggio) | Marcus Ericsson     | iSport   | 1'26"407 | 26   |
| Circuito di Jerez                 | 29 febbraio (mattina)    | Davide Valsecchi    | DAMS     | 1'24"967 | 33   |
| Circuito di Jerez                 | 29 febbraio (pomeriggio) | Giedo van der Garde | Caterham | 1'26"270 | 32   |
| Circuito di Jerez                 | 1º marzo                 | Davide Valsecchi    | DAMS     | 1'25"567 | 69   |
| Circuito di Catalogna, Barcellona | 6 marzo (mattina)        | Fabrizio Crestani   | Lazarus  | 1'29"420 | 23   |
| Circuito di Catalogna, Barcellona | 6 marzo (pomeriggio)     | Max Chilton         | Carlin   | 1'29"479 | 23   |
| Circuito di Catalogna, Barcellona | 7 marzo (mattina)        | Esteban Gutiérrez   | Lotus GP | 1'28"740 | 36   |
| Circuito di Catalogna, Barcellona | 7 marzo (pomeriggio)     | Julián Leal         | Trident  | 1'29"653 | 42   |
| Circuito di Catalogna, Barcellona | 8 marzo (mattina)        | Esteban Gutiérrez   | Lotus GP | 1'29"154 | 25   |
| Circuito di Catalogna, Barcellona | 8 marzo (pomeriggio)     | Tom Dillmann        | Rapax    | 1'29"653 | 33   |

## Piloti e team

### Piloti
Il campione della GP2 Series 2011, il francese Romain Grosjean, torna in Formula 1, con la Lotus-Renault, così come l'altro transalpino Charles Pic, che diviene titolare alla Marussia-Cosworth. In Formula 1 passa definitivamente un terzo pilota francese Jules Bianchi, che diventa collaudatore alla Force India-Mercedes, dopo aver svolto tale funzione già nel 2011 alla Ferrari.
Luca Filippi lascia il campionato per andare nell'IndyCar col Rahal Letterman Lanigan Racing, mentre Álvaro Parente passa al campionato FIA GT con l'Hexis Racing.
Johnny Cecotto Jr. passa dalla Ocean, dove trova il ceco Josef Král, che arriva dalla Arden. A prendere il posto di Cecotto e Brendon Hartley al team portoghese arrivano Jon Lancaster, che nel 2011 ha corso sia in Formula 2 che in Auto GP e Nigel Melker, terzo della GP3 Series 2011. L'altro ex pilota dell'Arden, Jolyon Palmer, passa alla iSport International, dove resta Ericsson.
All'Arden arriva Luiz Razia, l'anno scorso al Team Air Asia. A far coppia col brasiliano passa in GP2, dalla GP3 corsa sempre con la Arden, l'elvetico Simon Trummer. Alla DAMS passa l'altro ex pilota del team malese, Davide Valsecchi, che trova il brasiliano Felipe Nasr, vincitore nel 2011 della F3 inglese. Alla Racing Engineering viene riproposto il francese Nathanaël Berthon, già impiegato nella GP2 Asia Series 2011, che trova Fabio Leimer, in arrivo dal Rapax Team. Dalla Rapax è in uscita anche Julián Leal, all'altro team italiano Trident Racing, dove è confermato Stéphane Richelmi. Dalla Trident passa alla Caterham Racing Rodolfo González che trova Giedo van der Garde, che ha abbandonato il Barwa Addax Team. La Rapax iscrive Tom Dillmann, francese e vincitore della F3 tedesca 2010, e l'angolano Ricardo Teixeira, che nel 2011 fu pilota collaudatore in F1 per la Lotus Racing.

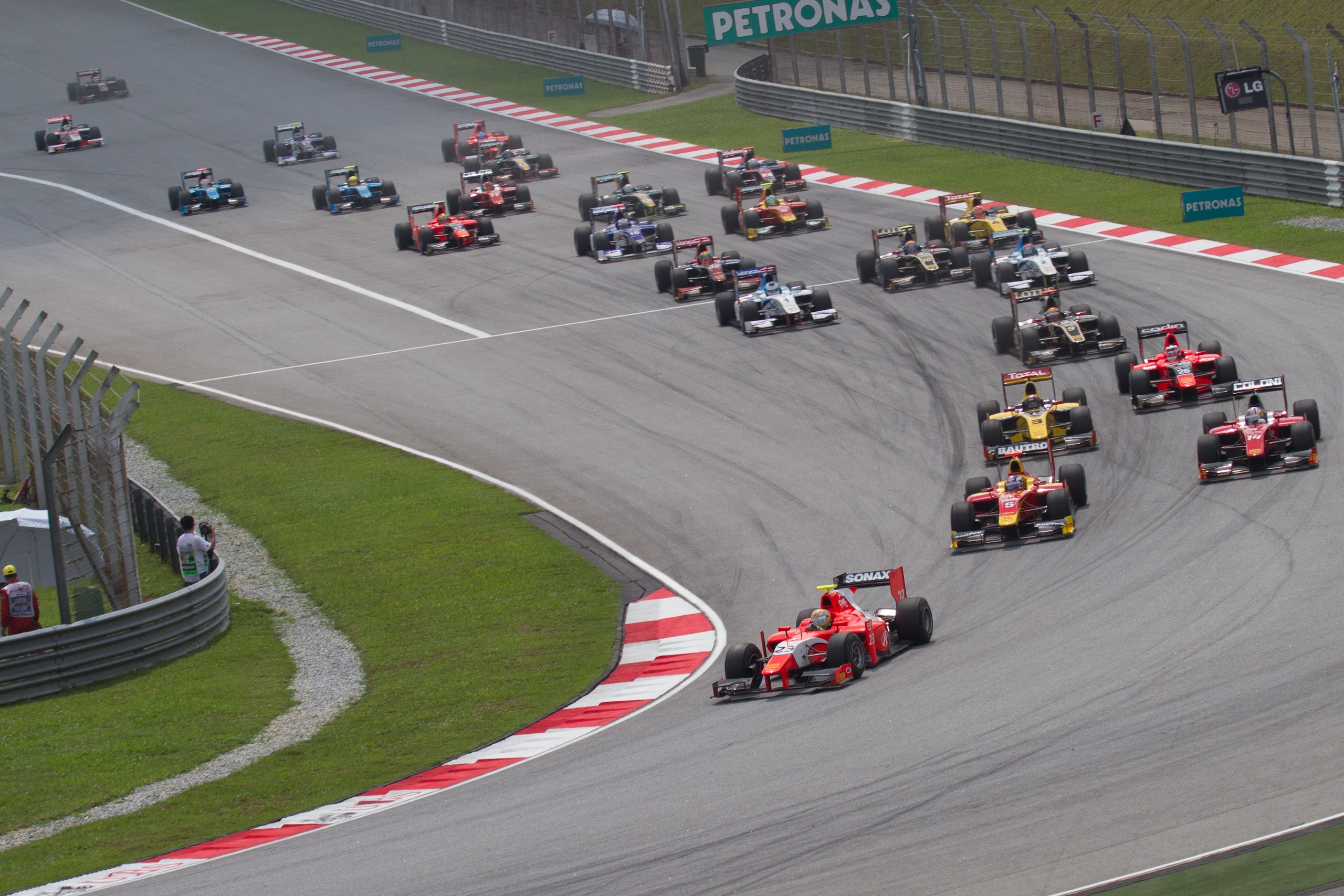
Le prime fasi della Gara 1 in Malesia

La Coloni schiera Stefano Coletti, già impiegato nelle Finali della GP2 del 2011, assieme con
Fabio Onidi, impiegato nella stessa manifestazione dalla Super Nova Racing. La Lotus ART promuove in GP2 il vicecampione della GP3 Series, sempre con la ART, James Calado, e conferma Esteban Gutiérrez. La Carlin conferma Max Chilton e gli affianca Rio Haryanto, pilota già impiegato in GP3 e Auto GP. Il Team Lazarus ingaggia Fabrizio Crestani e Giancarlo Serenelli.
Nella prima gara a Manama Dani Clos prende il posto di Josef Král alla Barwa Addax, mentre Brendon Hartley ha sostituito Jon Lancaster all'Ocean. A Barcellona Josef Král riprende il suo volante alla Barwa mentre il brasiliano Victor Guerin sostituisce Hartley all'Ocean. A Valencia Daniël de Jong debutta con la Rapax, mentre Tom Dillmann guida l'altra vettura della scuderia al posto di Ricardo Teixeira, assente per indisposizione. A Silverstone fa rientro Teixeira e viene confermato De Jong, mentre a Hockenheim ritorna Dillmann e Sergio Canamasas esordisce con il Team Lazarus al posto di Fabrizio Crestani. In Ungheria torna al volante della seconda Rapax Daniël de Jong. A Spa il Team Lazarus sostituisce l'infortunato Giancarlo Serenelli con René Binder. Per la gara di Monza quest'ultimo viene confermato, Stefano Coletti si separa dalla Coloni e passa alla Rapax al posto di Daniël de Jong, mentre la Coloni ingaggia Luca Filippi; un'altra sostituzione riguarda il team Barwa Addax che rimpiazza Josef Král con Jake Rosenzweig.

### Scuderie
La scuderia britannica Super Nova Racing abbandona il campionato. Al suo posto venne inizialmente indicata la Meritus, team malese già impegnato in passato nella serie asiatica. In seguito alla rinuncia della Meritus, la FIA iscrive la scuderia italiana Team Lazarus.
L'ART Grand Prix, già ridenominata l'anno passato come Lotus ART, diventa Lotus GP. Cambia nome anche il Team Air Asia che diventa Caterham Racing.
Alla vigilia del weekend di Silverstone viene annunciata la decisione della Scuderia Coloni di lasciare il campionato alla fine della stagione; allo stesso tempo la scuderia perde tutti i punti, sia quelli conquistati fino a quel momento che quelli eventualmente ottenuti in seguito, nella classifica riservata ai team.

### Tabella riassuntiva
| Team                    | Nr | Pilota              | Weekend di gare |
| ----------------------- | -- | ------------------- | --------------- |
| Barwa Addax Team        | 1  | Johnny Cecotto Jr.  | Tutti           |
| Barwa Addax Team        | 2  | Josef Král          | 1, 4-10         |
| Barwa Addax Team        | 2  | Dani Clos           | 2-3             |
| Barwa Addax Team        | 2  | Jake Rosenzweig     | 11-12           |
| DAMS                    | 3  | Davide Valsecchi    | Tutti           |
| DAMS                    | 4  | Felipe Nasr         | Tutti           |
| Racing Engineering      | 5  | Fabio Leimer        | Tutti           |
| Racing Engineering      | 6  | Nathanaël Berthon   | Tutti           |
| iSport International    | 7  | Marcus Ericsson     | Tutti           |
| iSport International    | 8  | Jolyon Palmer       | Tutti           |
| Lotus GP                | 9  | James Calado        | Tutti           |
| Lotus GP                | 10 | Esteban Gutiérrez   | Tutti           |
| Caterham Racing         | 11 | Rodolfo González    | Tutti           |
| Caterham Racing         | 12 | Giedo van der Garde | Tutti           |
| Scuderia Coloni         | 14 | Stefano Coletti     | 1-10            |
| Scuderia Coloni         | 14 | Luca Filippi        | 11-12           |
| Scuderia Coloni         | 15 | Fabio Onidi         | Tutti           |
| Trident Racing          | 16 | Stéphane Richelmi   | Tutti           |
| Trident Racing          | 17 | Julián Leal         | Tutti           |
| Venezuela GP Lazarus    | 18 | Fabrizio Crestani   | 1-7             |
| Venezuela GP Lazarus    | 18 | Sergio Canamasas    | 8-12            |
| Venezuela GP Lazarus    | 19 | Giancarlo Serenelli | 1-9             |
| Venezuela GP Lazarus    | 19 | René Binder         | 10-12           |
| Rapax                   | 20 | Ricardo Teixeira    | 1-5, 7-12       |
| Rapax                   | 20 | Tom Dillmann        | 6               |
| Rapax                   | 21 | Tom Dillmann        | 1-5, 8          |
| Rapax                   | 21 | Daniël de Jong      | 6-7, 9-10       |
| Rapax                   | 21 | Stefano Coletti     | 11-12           |
| Arden International     | 22 | Simon Trummer       | Tutti           |
| Arden International     | 23 | Luiz Razia          | Tutti           |
| Ocean Racing Technology | 24 | Jon Lancaster       | 1               |
| Ocean Racing Technology | 24 | Brendon Hartley     | 2-3             |
| Ocean Racing Technology | 24 | Victor Guerin       | 4-12            |
| Ocean Racing Technology | 25 | Nigel Melker        | Tutti           |
| Carlin                  | 26 | Max Chilton         | Tutti           |
| Carlin                  | 27 | Rio Haryanto        | Tutti           |

## Circuiti e gare
Con la chiusura della GP2 Asia Series il campionato ingloba da questa stagione anche gare fuori dal continente europeo. La GP2 torna sul Circuito di Sepang, che ospitò una tappa della GP2 Asia Series 2008-2009, e presenta due gare in Bahrain, dopo che nel 2011 la serie asiatica non poté correre nel Paese per la difficile situazione politica.
Il campionato farà per la prima volta tappa a Singapore, con una sola sessione, quella di qualifica, prevista in notturna. Nella tradizionale alternanza tra circuiti che ospitano la tappa tedesca, l'Hockenheimring sostituisce il Nürburgring. Saltano invece sia l'appuntamento sull'Istanbul Park, ciò dovuto alla cancellazione del Gran Premio di Turchia, sia quello sul Circuito di Yas Marina, che nel 2011 ospitò delle gare fuori campionato.

## Modifiche al regolamento

### Pneumatici
La serie utilizza degli pneumatici della Pirelli, in quattro diverse mescole. Da questa stagione ogni pilota ha quattro set di gomme per weekend di gara; tre definite prime, e una option. Nel round di Montecarlo ogni pilota ha a disposizione due set di prime e due di option. Il pit stop obbligatorio in gara 1 non può essere effettuato prima che siano passati sei giri.

### Regolamento sportivo
Viene modificato il sistema di punteggio. L'autore della pole ottiene 4 punti anziché due, così come quello del giro veloce ne ottiene due anziché uno. Per la gara 1 viene adottato il sistema di punteggio in vigore nella Formula 1. Anche il punteggio di gara 2 viene modificato di conseguenza, coi punti attribuiti ai primi 8.
| Sistema di punteggio | Sistema di punteggio | Sistema di punteggio | Sistema di punteggio | Sistema di punteggio | Sistema di punteggio | Sistema di punteggio | Sistema di punteggio | Sistema di punteggio | Sistema di punteggio | Sistema di punteggio | Sistema di punteggio | Sistema di punteggio |
| In vigore nel 2011   | In vigore nel 2011   | In vigore nel 2011   | In vigore nel 2011   | In vigore nel 2011   | In vigore nel 2011   | In vigore nel 2011   | In vigore nel 2011   | In vigore nel 2011   | In vigore nel 2011   | In vigore nel 2011   | In vigore nel 2011   | In vigore nel 2011   |
| Posizione            | 1°                   | 2°                   | 3°                   | 4°                   | 5°                   | 6°                   | 7°                   | 8°                   | 9°                   | 10°                  | Pole                 | GPV                  |
| -------------------- | -------------------- | -------------------- | -------------------- | -------------------- | -------------------- | -------------------- | -------------------- | -------------------- | -------------------- | -------------------- | -------------------- | -------------------- |
| Gara 1               | 10                   | 8                    | 6                    | 5                    | 4                    | 3                    | 2                    | 1                    |                      |                      | 2                    | 1                    |
| Gara 2               | 6                    | 5                    | 4                    | 3                    | 2                    | 1                    |                      |                      |                      |                      |                      | 1                    |
| In vigore dal 2012   |                      |                      |                      |                      |                      |                      |                      |                      |                      |                      |                      |                      |
| Gara 1               | 25                   | 18                   | 15                   | 12                   | 10                   | 8                    | 6                    | 4                    | 2                    | 1                    | 4                    | 2                    |
| Gara 2               | 15                   | 12                   | 10                   | 8                    | 6                    | 4                    | 2                    | 1                    |                      |                      |                      | 2                    |

## Risultati e classifiche

### Gare
| Gara | Gara | Circuito    | Tempo       | Velocità     | Pole position       | Giro veloce         | Pilota vincitore    | Team vincitore |
| ---- | ---- | ----------- | ----------- | ------------ | ------------------- | ------------------- | ------------------- | -------------- |
| 1    | G1   | Sepang      | 56'00"250   | 178,154 km/h | Davide Valsecchi    | Davide Valsecchi    | Luiz Razia          | Arden          |
| 1    | G2   | Sepang      | 41'08"048   | 177,875 km/h | +                   | Rio Haryanto        | James Calado        | Lotus GP       |
| 2    | G1   | Manama      | 59'31"115   | 174,336 km/h | Davide Valsecchi    | Davide Valsecchi    | Davide Valsecchi    | DAMS           |
| 2    | G2   | Manama      | 39'22"363   | 181,066 km/h | +                   | Giedo van der Garde | Davide Valsecchi    | DAMS           |
| 3    | G1   | Manama      | 57'35"088   | 180,191 km/h | Giedo van der Garde | Davide Valsecchi    | Davide Valsecchi    | DAMS           |
| 3    | G2   | Manama      | 41'16"276   | 180,605 km/h | +                   | Luiz Razia          | Tom Dillmann        | Rapax          |
| 4    | G1   | Barcellona  | 1h00'22"966 | 171,017 km/h | James Calado        | Esteban Gutiérrez   | Giedo van der Garde | Caterham       |
| 4    | G2   | Barcellona  | 40'08"411   | 173,764 km/h | +                   | Luiz Razia          | Luiz Razia          | Arden          |
| 5    | G1   | Montecarlo  | 59'42"521   | 140,964 km/h | Johnny Cecotto Jr.  | Stefano Coletti     | Johnny Cecotto Jr.  | Barwa Addax    |
| 5    | G2   | Montecarlo  | 45'41"227   | 131,590 km/h | +                   | Luiz Razia          | Jolyon Palmer       | iSport         |
| 6    | G1   | Valencia    | 1h00'31"895 | 150,399 km/h | James Calado        | Esteban Gutiérrez   | Esteban Gutiérrez   | Lotus GP       |
| 6    | G2   | Valencia    | 46'07"255   | 162,143 km/h | +                   | Fabio Leimer        | Luiz Razia          | Arden          |
| 7    | G1   | Silverstone | 1h00'22"657 | 146,220 km/h | Fabio Leimer        | Esteban Gutiérrez   | Esteban Gutiérrez   | Lotus GP       |
| 7    | G2   | Silverstone | 37'28"656   | 197,841 km/h | +                   | Marcus Ericsson     | Luiz Razia          | Arden          |
| 8    | G1   | Hockenheim  | 58'16"075   | 178,978 km/h | Giedo van der Garde | Johnny Cecotto Jr.  | Johnny Cecotto Jr.  | Barwa Addax    |
| 8    | G2   | Hockenheim  | 40'18"134   | 183,857 km/h | +                   | James Calado        | James Calado        | Lotus GP       |
| 9    | G1   | Hungaroring | 59'02"965   | 164,665 km/h | Max Chilton         | Davide Valsecchi    | Max Chilton         | Carlin         |
| 9    | G2   | Hungaroring | 43'58"301   | 167,327 km/h | +                   | Esteban Gutiérrez   | Esteban Gutiérrez   | Lotus GP       |
| 10   | G1   | Spa         | 1h55'36"519 | 90,811 km/h  | Rio Haryanto        | Giedo van der Garde | Marcus Ericsson     | iSport         |
| 10   | G2   | Spa         | 36'59"474   | 204,288 km/h | +                   | Stefano Coletti     | Josef Král          | Barwa Addax    |
| 11   | G1   | Monza       | 48'03"604   | 216,580 km/h | Max Chilton         | Fabio Leimer        | Luca Filippi        | Coloni         |
| 11   | G2   | Monza       | 33'06"731   | 219,877 km/h | +                   | Davide Valsecchi    | Davide Valsecchi    | DAMS           |
| 12   | G1   | Singapore   | 1h01'48"095 | 137,770 km/h | Luca Filippi        | Esteban Gutiérrez   | Max Chilton         | Carlin         |
| 12   | G2   | Singapore   | 46'36"606   | 136,960 km/h | +                   | Stefano Coletti     | Giedo van der Garde | Caterham       |

- + In gara2 la pole position è data dalla griglia invertita nei primi 8.

### Classifica piloti
| Pos | Pilota              | SEP | SEP | BHR | BHR | BHR | BHR | BAR | BAR | MON | MON | VLC | VLC | SIL | SIL | HOC | HOC | HUN | HUN | SPA | SPA | MZA | MZA | SIN | SIN | Punti |
| --- | ------------------- | --- | --- | --- | --- | --- | --- | --- | --- | --- | --- | --- | --- | --- | --- | --- | --- | --- | --- | --- | --- | --- | --- | --- | --- | ----- |
| 1   | Davide Valsecchi    | 2   | Rit | 1   | 1   | 1   | 3   | 4   | 3   | 4   | Rit | 18  | 10  | 7   | 2   | 13  | 7   | 2   | 4   | 3   | Rit | 6   | 1   | 4   | 5   | 247   |
| 2   | Luiz Razia          | 1   | 5   | 2   | 4   | 4   | 2   | 8   | 1   | 15  | 6   | 3   | 1   | 5   | 1   | 7   | 10  | 3   | 3   | 6   | 20  | Rit | 16  | 5   | 4   | 222   |
| 3   | Esteban Gutiérrez   | 7   | 2   | 3   | 2   | 10  | 4   | 10  | 7   | 23† | 8   | 1   | Rit | 1   | 4   | 10  | 5   | 8   | 1   | 11  | 13  | 9   | Rit | 2   | 6   | 176   |
| 4   | Max Chilton         | 3   | 7   | 4   | 5   | 5   | 13  | 7   | 5   | 5   | 2   | 7   | 4   | 9   | 19† | 14  | Rit | 1   | 11  | 12  | 22  | 4   | 6   | 1   | 19  | 169   |
| 5   | James Calado        | 8   | 1   | 5   | 3   | 16  | 12  | 2   | 4   | 7   | Rit | 8   | 2   | Rit | 20† | 8   | 1   | 4   | 6   | 2   | 3   | 12  | 14  | Rit | 10  | 160   |
| 6   | Giedo van der Garde | 9   | 4   | Rit | 9   | 3   | 19  | 1   | 6   | 3   | 3   | 11  | 6   | 8   | 21† | 5   | 2   | 5   | 10  | 5   | 21  | Rit | 10  | 8   | 1   | 160   |
| 7   | Fabio Leimer        | 4   | 6   | 7   | 12  | 2   | 8   | 12  | 11  | 18  | Rit | 4   | 3   | 14  | 9   | 2   | 4   | 9   | 14  | Rit | 5   | 5   | 2   | 3   | 3   | 152   |
| 8   | Marcus Ericsson     | 13  | Rit | 13  | 16  | 7   | 7   | 13  | 22  | 2   | 4   | 2   | Rit | 21  | 7   | 11  | 15  | 18  | Rit | 1   | 4   | 3   | 7   | 7   | 2   | 124   |
| 9   | Johnny Cecotto Jr.  | Rit | 22  | Rit | 22† | 9   | Rit | 18  | 13  | 1   | Rit | SQ  | Rit | 2   | 18† | 1   | 6   | Rit | Rit | 17  | Rit | 2   | 5   | Rit | 9   | 104   |
| 10  | Felipe Nasr         | 6   | 3   | Rit | 6   | 11  | 5   | 11  | 9   | 17  | Rit | Rit | 14  | 6   | 3   | 4   | 3   | 25† | 8   | 8   | 2   | Rit | 21  | 6   | 7   | 95    |
| 11  | Jolyon Palmer       | 17  | 12  | NP  | 7   | 24† | 22  | 9   | NP  | 6   | 1   | Rit | Rit | 3   | 5   | 18  | 18  | 6   | 5   | Rit | 10  | 7   | 3   | Rit | Rit | 78    |
| 12  | Nathanaël Berthon   | 11  | 8   | 21† | Rit | 12  | 10  | 5   | 2   | 9   | 7   | 6   | 5   | 12  | 14  | 15  | 9   | 7   | 2   | 14  | 19  | 15  | 15  | 10  | 15  | 60    |
| 13  | Stefano Coletti     | 5   | 23† | Rit | 23† | 21  | 18  | 3   | 8   | 10  | Rit | 9   | Rit | Rit | Rit | 20  | 19  | 10  | 9   | 20† | 8   | 8   | 4   | 13  | 8   | 50    |
| 14  | Rio Haryanto        | 12  | 10  | 9   | 15  | 6   | 6   | 16  | 15  | 14  | 11  | 5   | Rit | 10  | 12  | 17  | 11  | 12  | 7   | 10  | 7   | 19  | 12  | 9   | 11  | 38    |
| 15  | Tom Dillmann        | 18  | 11  | 6   | 10  | 8   | 1   | 22  | 12  | 11  | Rit | Rit | 12  |     |     | 9   | Rit |     |     |     |     |     |     |     |     | 29    |
| 16  | Luca Filippi        |     |     |     |     |     |     |     |     |     |     |     |     |     |     |     |     |     |     |     |     | 1   | 22  | Rit | NP  | 29    |
| 17  | Josef Král          | 14  | 9   |     |     |     |     | 20  | 16  | Rit | 10  | SQ  | 11  | 16  | 10  | 12  | 13  | 24† | 17  | 4   | 1   |     |     |     |     | 27    |
| 18  | Stéphane Richelmi   | 19  | 19  | 11  | Rit | 17  | 17  | 21  | 19  | 8   | Rit | 14  | Rit | 13  | Rit | 3   | 21  | 17  | 21  | 9   | 6   | 13  | 9   | 14  | 22† | 25    |
| 19  | Nigel Melker        | 16  | 14  | 20† | 18  | 19  | 11  | 14  | 24  | Rit | 12  | Rit | 13  | 4   | 6   | 6   | 8   | 14  | 18  | Rit | NP  | 11  | Rit | 12  | 12  | 25    |
| 20  | Fabio Onidi         | 20  | 13  | 8   | 14  | 20  | 9   | 6   | 18  | Rit | Rit | 13  | 17  | 22  | 8   | 19  | 22  | 11  | 24  | 16  | 12  | 21  | Rit | Rit | 20  | 13    |
| 21  | Julián Leal         | 15  | 15  | 12  | 17  | 15  | 14  | 24  | 17  | 21  | Rit | 12  | 8   | 20  | 17  | 21  | 12  | 16  | 15  | 7   | 9   | 10  | 8   | 11  | 16  | 9     |
| 22  | Rodolfo González    | Rit | 18  | 15  | 21  | 18  | 15  | 15  | 14  | 13  | 5   | 15  | 15  | 23  | Rit | 23  | 20  | 23  | 16  | Rit | 14  | 22  | 20  | Rit | 18  | 6     |
| 23  | Simon Trummer       | 23  | 16  | 16  | 8   | 14  | 24† | 23  | 20  | 12  | 9   | 10  | 7   | 15  | 11  | 16  | 17  | 13  | 13  | 15  | 16  | 16  | 17  | Rit | 14  | 4     |
| 24  | Fabrizio Crestani   | 10  | 21  | 14  | 19  | Rit | 23  | 17  | 10  | 19  | Rit | Rit | NP  | 11  | 22† |     |     |     |     |     |     |     |     |     |     | 1     |
| 25  | Brendon Hartley     |     |     | 10  | Rit | 13  | 16  |     |     |     |     |     |     |     |     |     |     |     |     |     |     |     |     |     |     | 1     |
| 26  | Daniël de Jong      |     |     |     |     |     |     |     |     |     |     | 16  | 9   | Rit | 13  |     |     | 15  | 19  | 13  | 11  |     |     |     |     | 0     |
| 27  | Sergio Canamasas    |     |     |     |     |     |     |     |     |     |     |     |     |     |     | 22  | 14  | 22  | 12  | Rit | Rit | 14  | 11  | 16  | SQ  | 0     |
| 28  | Dani Clos           |     |     | 19† | 11  | Rit | Rit |     |     |     |     |     |     |     |     |     |     |     |     |     |     |     |     |     |     | 0     |
| 29  | Ricardo Teixeira    | 21  | 24† | 17  | 13  | 23  | 20  | Rit | 23  | 20  | Rit |     |     | 18  | 15  | SQ  | 16  | 19  | 20  | 18  | 15  | 20  | 18  | 17  | 21  | 0     |
| 30  | Victor Guerin       |     |     |     |     |     |     | 19  | 21  | 16  | Rit | 17  | 18  | 17  | NP  | Rit | 23  | 21  | 23  | Rit | 18  | 23  | Rit | Rit | 13  | 0     |
| 31  | René Binder         |     |     |     |     |     |     |     |     |     |     |     |     |     |     |     |     |     |     | 19  | 17  | 17  | 13  | Rit | Rit | 0     |
| 32  | Jake Rosenzweig     |     |     |     |     |     |     |     |     |     |     |     |     |     |     |     |     |     |     |     |     | 18  | 19  | 15  | 17  | 0     |
| 33  | Giancarlo Serenelli | 22  | 20  | 18  | 20  | 22  | 21  | 25  | Rit | 22  | Rit | Rit | 16  | 19  | 16  | 24  | Rit | 20  | 22  |     |     |     |     |     |     | 0     |
| 34  | Jon Lancaster       | Rit | 17  |     |     |     |     |     |     |     |     |     |     |     |     |     |     |     |     |     |     |     |     |     |     | 0     |
| Pos | Pilota              | SEP | SEP | BHR | BHR | BHR | BHR | BAR | BAR | MON | MON | VLC | VLC | SIL | SIL | HOC | HOC | HUN | HUN | SPA | SPA | MZA | MZA | SIN | SIN | Punti |

| Colore  | Risultato             |
| ------- | --------------------- |
| Oro     | Vincitore             |
| Argento | 2º posto              |
| Bronzo  | 3º posto              |
| Verde   | Finito a punti        |
| Blu     | Finito senza punti    |
| Viola   | Ritirato (Rit)        |
| Viola   | Non classificato (NC) |
| Rosso   | Non qualificato (NQ)  |
| Nero    | Squalificato (SQ)     |
| Bianco  | Non partito (NP)      |
| Bianco  | Non ha gareggiato     |
| Bianco  | Infortunato (INF)     |
| Bianco  | Escluso (ES)          |
| Bianco  | Gara cancellata (C)   |

### Classifica scuderie
| Pos | Team                    | Vettura No. | SEP | SEP | BHR | BHR | BHR | BHR | BAR | BAR | MON | MON | VLC | VLC | SIL | SIL | HOC | HOC | HUN | HUN | SPA | SPA | MZA | MZA | SIN | SIN | Punti |
| --- | ----------------------- | ----------- | --- | --- | --- | --- | --- | --- | --- | --- | --- | --- | --- | --- | --- | --- | --- | --- | --- | --- | --- | --- | --- | --- | --- | --- | ----- |
| 1   | DAMS                    | 3           | 2   | Rit | 1   | 1   | 1   | 3   | 4   | 3   | 4   | Rit | 18  | 10  | 7   | 2   | 13  | 7   | 2   | 4   | 3   | Rit | 6   | 1   | 4   | 5   | 342   |
| 1   | DAMS                    | 4           | 6   | 3   | Rit | 6   | 11  | 5   | 11  | 9   | 17  | Rit | Rit | 14  | 6   | 3   | 4   | 3   | 25† | 8   | 8   | 2   | Rit | 21  | 6   | 7   | 342   |
| 2   | Lotus GP                | 9           | 8   | 1   | 5   | 3   | 16  | 12  | 2   | 4   | 7   | Rit | 8   | 2   | Rit | 20† | 8   | 1   | 4   | 6   | 2   | 3   | 12  | 14  | Rit | 10  | 336   |
| 2   | Lotus GP                | 10          | 7   | 2   | 3   | 2   | 10  | 4   | 10  | 7   | 23† | 8   | 1   | Rit | 1   | 4   | 10  | 5   | 8   | 1   | 11  | 13  | 9   | Rit | 2   | 6   | 336   |
| 3   | Arden International     | 22          | 23  | 16  | 16  | 8   | 14  | 24† | 23  | 20  | 12  | 9   | 10  | 7   | 15  | 11  | 16  | 17  | 13  | 13  | 15  | 16  | 16  | 17  | Rit | 14  | 226   |
| 3   | Arden International     | 23          | 1   | 5   | 2   | 4   | 4   | 2   | 8   | 1   | 15  | 6   | 3   | 1   | 5   | 1   | 7   | 10  | 3   | 3   | 6   | 20  | Rit | 16  | 5   | 4   | 226   |
| 4   | Racing Engineering      | 5           | 4   | 6   | 7   | 12  | 2   | 8   | 12  | 11  | 18  | Rit | 4   | 3   | 14  | 9   | 2   | 4   | 9   | 14  | Rit | 5   | 5   | 2   | 3   | 3   | 212   |
| 4   | Racing Engineering      | 6           | 11  | 8   | 21† | Rit | 12  | 10  | 5   | 2   | 9   | 7   | 6   | 5   | 12  | 14  | 15  | 9   | 7   | 2   | 14  | 19  | 15  | 15  | 10  | 15  | 212   |
| 5   | Carlin                  | 26          | 3   | 7   | 4   | 5   | 5   | 13  | 7   | 5   | 5   | 2   | 7   | 4   | 9   | 19† | 14  | Rit | 1   | 11  | 12  | 22  | 4   | 6   | 1   | 19  | 207   |
| 5   | Carlin                  | 27          | 12  | 10  | 9   | 15  | 6   | 6   | 16  | 15  | 14  | 11  | 5   | Rit | 10  | 12  | 17  | 11  | 12  | 7   | 10  | 7   | 19  | 12  | 9   | 11  | 207   |
| 6   | iSport International    | 7           | 13  | Rit | 13  | 16  | 7   | 7   | 13  | 22  | 2   | 4   | 2   | Rit | 21  | 7   | 11  | 15  | 18  | Rit | 1   | 4   | 3   | 7   | 7   | 2   | 202   |
| 6   | iSport International    | 8           | 17  | 12  | NP  | 7   | 24† | 22  | 9   | NP  | 6   | 1   | Rit | Rit | 3   | 5   | 18  | 18  | 6   | 5   | Rit | 10  | 7   | 3   | Rit | Rit | 202   |
| 7   | Caterham Racing         | 11          | Rit | 18  | 15  | 21  | 18  | 15  | 15  | 14  | 13  | 5   | 15  | 15  | 23  | Rit | 23  | 20  | 23  | 16  | Rit | 14  | 22  | 20  | Rit | 18  | 166   |
| 7   | Caterham Racing         | 12          | 9   | 4   | Rit | 9   | 3   | 19  | 1   | 6   | 3   | 3   | 11  | 6   | 8   | 21† | 5   | 2   | 5   | 10  | 5   | 21  | Rit | 10  | 8   | 1   | 166   |
| 8   | Barwa Addax             | 1           | Rit | 22  | Rit | 22† | 9   | Rit | 18  | 13  | 1   | Rit | SQ  | Rit | 2   | 18† | 1   | 6   | Rit | Rit | 17  | Rit | 2   | 5   | Rit | 9   | 131   |
| 8   | Barwa Addax             | 2           | 14  | 9   | 19† | 11  | Rit | Rit | 20  | 16  | Rit | 10  | SQ  | 11  | 16  | 10  | 12  | 13  | 24† | 17  | 4   | 1   | 18  | 19  | 15  | 17  | 131   |
| 9   | Rapax                   | 20          | 21  | 24† | 17  | 13  | 23  | 20  | Rit | 23  | 20  | Rit | Rit | 12  | 18  | 15  | SQ  | 16  | 19  | 20  | 18  | 15  | 20  | 18  | 17  | 21  | 44    |
| 9   | Rapax                   | 21          | 18  | 11  | 6   | 10  | 8   | 1   | 22  | 12  | 11  | Rit | 16  | 9   | Rit | 13  | 9   | Rit | 15  | 19  | 13  | 11  | 8   | 4   | 13  | 8   | 44    |
| 10  | Trident Racing          | 16          | 19  | 19  | 11  | Rit | 17  | 17  | 21  | 19  | 8   | Rit | 14  | Rit | 13  | Rit | 3   | 21  | 17  | 21  | 9   | 6   | 13  | 9   | 14  | 22† | 34    |
| 10  | Trident Racing          | 17          | 15  | 15  | 12  | 17  | 15  | 14  | 24  | 17  | 21  | Rit | 12  | 8   | 20  | 17  | 21  | 12  | 16  | 15  | 7   | 9   | 10  | 8   | 11  | 16  | 34    |
| 11  | Ocean Racing Technology | 24          | Rit | 17  | 10  | Rit | 13  | 16  | 19  | 21  | 16  | Rit | 17  | 18  | 17  | NP  | Rit | 23  | 21  | 23  | Rit | 18  | 23  | Rit | Rit | 13  | 26    |
| 11  | Ocean Racing Technology | 25          | 16  | 14  | 20† | 18  | 19  | 11  | 14  | 24  | Rit | 12  | Rit | 13  | 4   | 6   | 6   | 8   | 14  | 18  | Rit | NP  | 11  | Rit | 12  | 12  | 26    |
| 12  | Venezuela GP Lazarus    | 18          | 10  | 21  | 14  | 19  | Rit | 23  | 17  | 10  | 19  | Rit | Rit | NP  | 11  | 22† | 22  | 14  | 22  | 12  | Rit | Rit | 14  | 11  | 16  | SQ  | 1     |
| 12  | Venezuela GP Lazarus    | 19          | 22  | 20  | 18  | 20  | 22  | 21  | 25  | Rit | 22  | Rit | Rit | 16  | 19  | 16  | 24  | Rit | 20  | 22  | 19  | 17  | 17  | 13  | Rit | Rit | 1     |
| NC  | Scuderia Coloni         | 14          | 5   | 23† | Rit | 23† | 21  | 18  | 3   | 8   | 10  | Rit | 9   | Rit | Rit | Rit | 20  | 19  | 10  | 9   | 20† | 8   | 1   | 22  | Rit | NP  | 0     |
| NC  | Scuderia Coloni         | 15          | 20  | 13  | 8   | 14  | 20  | 9   | 6   | 18  | Rit | Rit | 13  | 17  | 22  | 8   | 19  | 22  | 11  | 24  | 16  | 12  | 21  | Rit | Rit | 20  | 0     |
| Pos | Team                    | Vettura No. | SEP | SEP | BHR | BHR | BHR | BHR | BAR | BAR | MON | MON | VLC | VLC | SIL | SIL | HOC | HOC | HUN | HUN | SPA | SPA | MZA | MZA | SIN | SIN | Punti |

| Colore  | Risultato             |
| ------- | --------------------- |
| Oro     | Vincitore             |
| Argento | 2º posto              |
| Bronzo  | 3º posto              |
| Verde   | Finito a punti        |
| Blu     | Finito senza punti    |
| Viola   | Ritirato (Rit)        |
| Viola   | Non classificato (NC) |
| Rosso   | Non qualificato (NQ)  |
| Nero    | Squalificato (SQ)     |
| Bianco  | Non partito (NP)      |
| Bianco  | Non ha gareggiato     |
| Bianco  | Infortunato (INF)     |
| Bianco  | Escluso (ES)          |
| Bianco  | Gara cancellata (C)   |

## Test post-stagionali
Il Circuito di Barcellona ospita dei test tra il 30 e 31 ottobre, mentre quello di Jerez li ospita tra il 22 e il 23 novembre 2012.
| Circuito               | Data                     | Pilota più rapido  | Team               | Tempo    | Giri |
| ---------------------- | ------------------------ | ------------------ | ------------------ | -------- | ---- |
| Circuito di Barcellona | 30 ottobre (mattina)     | Luca Filippi       | Coloni             | 1'29"775 | 17   |
| Circuito di Barcellona | 30 ottobre (pomeriggio)  | Daniël de Jong     | Coloni             | 1'30"408 | 21   |
| Circuito di Barcellona | 31 ottobre (mattina)     | Facundo Regalia    | Racing Engineering | 1'51"799 | 20   |
| Circuito di Barcellona | 31 ottobre (pomeriggio)  | Alexander Rossi    | Caterham           | 1'31"173 | 26   |
| Circuito di Jerez      | 22 novembre (mattina)    | Felipe Nasr        | Carlin             | 1'26"810 | 25   |
| Circuito di Jerez      | 22 novembre (pomeriggio) | Marcus Ericsson    | DAMS               | 1'26"717 | 28   |
| Circuito di Jerez      | 23 novembre              | Johnny Cecotto Jr. | MW Arden           | 1'25"694 |      |